# Althofen
Althofen is een gemeente in de Oostenrijkse deelstaat Karinthië, gelegen in het district Sankt Veit an der Glan (SV). De gemeente heeft ongeveer 4700 inwoners.

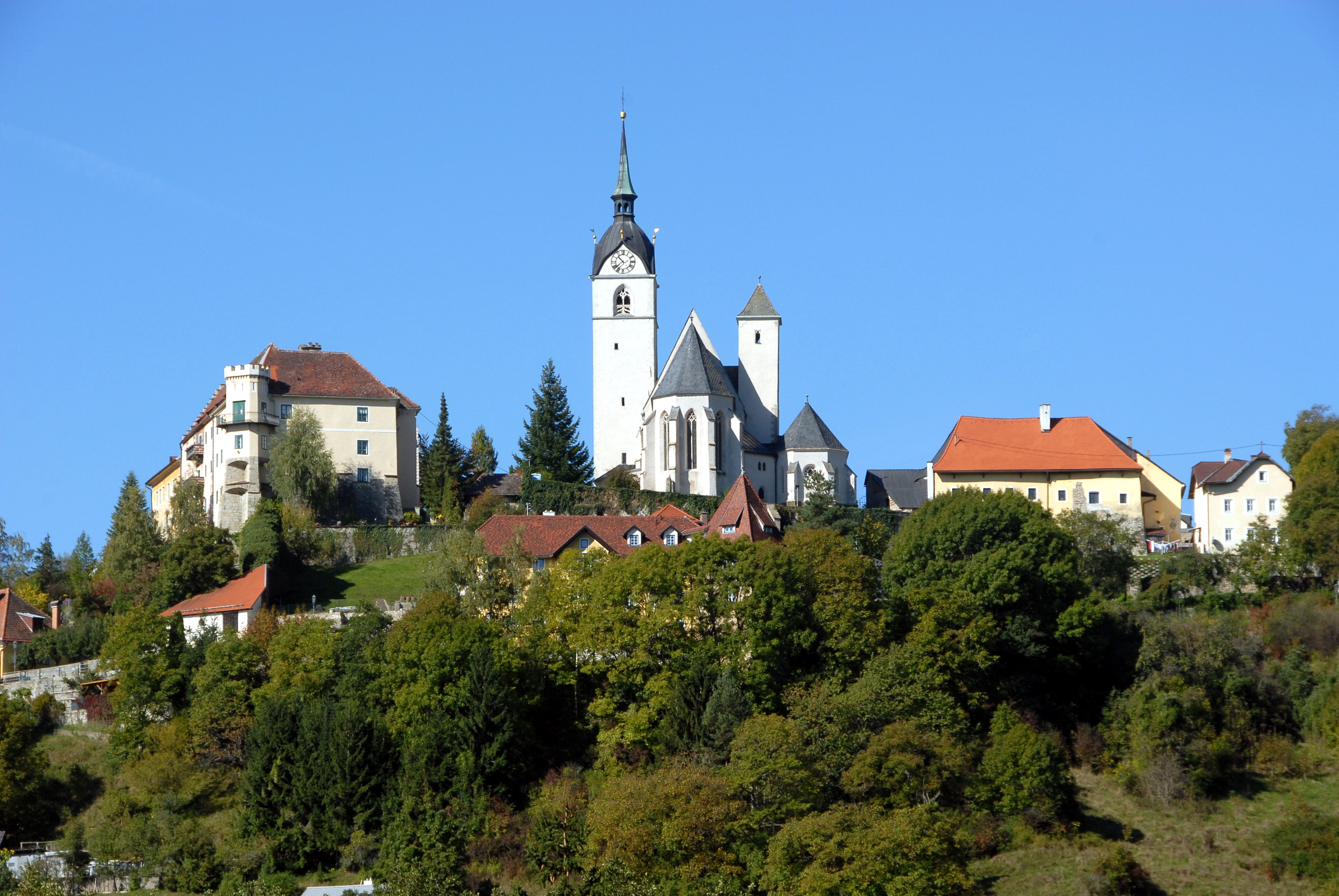
Althofen

## Geografie
Althofen heeft een oppervlakte van 12,29 km². Het ligt in het zuiden van het land.
Althofen · Brückl · Deutsch-Griffen · Eberstein · Frauenstein · Friesach · Glödnitz · Gurk · Guttaring · Hüttenberg · Kappel am Krappfeld · Klein Sankt Paul · Liebenfels · Metnitz · Micheldorf · Mölbling · Sankt Georgen am Längsee · Sankt Veit an der Glan · Straßburg · Weitensfeld im Gurktal
- Gemeinsame Normdatei: 4400545-3
- MusicBrainz: 92c8c421-2282-49bb-b668-8feb38629edf
- Virtual International Authority File: 140517205
- WorldCat: E39PBJyrYyXJDdYCbCddkkyWXd